# Ciclismo ai Giochi della XVII Olimpiade - Tandem
La prova della Velocità Tandem di ciclismo su pista dei Giochi della XVII Olimpiade si è svolta i giorni  26 e 27 agosto 1960 al  Velodromo Olimpico di Roma, in Italia.

## Programma
| Data           | Round            |
| -------------- | ---------------- |
| 26 agosto 1960 | Primo turno      |
| 26 agosto 1960 | Recuperi         |
| 26 agosto 1960 | Quarti di finale |
| 27 agosto 1960 | Semifinali       |
| 27 agosto 1960 | Finali           |

## Risultati

### Primo turno
| Serie | Pos. | Nazione          | Atleti                               | Tempo | Note |
| ----- | ---- | ---------------- | ------------------------------------ | ----- | ---- |
| 1     | 1    | Germania         | Jürgen Simon Lothar Stäber           | 11"1  | Q    |
| 1     | 2    | Australia        | Ian Browne Geoffrey Smith            |       |      |
| 2     | 1    | Francia          | Roland Surrugue Michel Scob          | 11"0  | Q    |
| 2     | -    | Pakistan         | NP                                   |       |      |
| 3     | 1    | Unione Sovietica | Boris Vasilyev Vladimir Leonov       | 11"2  | Q    |
| 3     | 2    | Paesi Bassi      | Marinus Cornelis Paul Mees Gerritsen |       |      |
| 4     | 1    | Italia           | Giuseppe Beghetto Sergio Bianchetto  | 10"9  | Q    |
| 4     | -    | Ungheria         | NP                                   |       |      |
| 5     | 1    | Gran Bretagna    | David Handley Eric Thompson          | 10"9  | Q    |
| 5     | 2    | Messico          | Luis Muciño José Luis Tellez         |       |      |
| 6     | 1    | Cecoslovacchia   | Juraj Miklušica Dušan Škvarenina     | 11"0  | Q    |
| 6     | 2    | Sudafrica        | Les Haupt Syd Byrnes                 |       |      |
| 7     | 1    | Stati Uniti      | Jack Hartman David Sharp             | 11"3  | Q    |
| 7     | 2    | Svizzera         | Peter Vogel Peter Hirzel             |       |      |

### Recuperi
| Serie  | Pos. | Nazione     | Atleti                               | Tempo | Note |
| ------ | ---- | ----------- | ------------------------------------ | ----- | ---- |
| 1      | 1    | Paesi Bassi | Marinus Cornelis Paul Mees Gerritsen | 11"5  | Q    |
| 1      | 2    | Svizzera    | Peter Vogel Peter Hirzel             |       |      |
| 2      | 1    | Australia   | Ian Browne Geoffrey Smith            | 11"2  | Q    |
| 2      | 2    | Messico     | Luis Muciño José Luis Tellez         |       |      |
| Finale | 1    | Paesi Bassi | Marinus Cornelis Paul Mees Gerritsen | 11"5  | Q    |
| Finale | 2    | Australia   | Ian Browne Geoffrey Smith            |       |      |

### Quarti di finali
| Serie | Pos. | Nazione          | Atleti                               | 1ª prova | 2ª prova | 3ª prova | Note |
| ----- | ---- | ---------------- | ------------------------------------ | -------- | -------- | -------- | ---- |
| 1     | 1    | Italia           | Giuseppe Beghetto Sergio Bianchetto  | 10"2     | 10"5     |          | Q    |
| 1     | 2    | Stati Uniti      | Jack Hartman David Sharp             |          |          |          |      |
| 2     | 1    | Unione Sovietica | Boris Vasilyev Vladimir Leonov       | 11"4     | 10"5     |          | Q    |
| 2     | 2    | Gran Bretagna    | David Handley Eric Thompson          |          |          |          |      |
| 3     | 1    | Paesi Bassi      | Marinus Cornelis Paul Mees Gerritsen |          | 10"6     | 10"9     | Q    |
| 3     | 2    | Francia          | Roland Surrugue Michel Scob          | 10"9     |          |          |      |
| 4     | 1    | Germania         | Jürgen Simon Lothar Stäber           | 11"0     | 10"8     |          | Q    |
| 4     | 2    | Cecoslovacchia   | Juraj Miklušica Dušan Škvarenina     |          |          |          |      |

### Semifinali
| Serie | Pos. | Nazione          | Atleti                               | 1ª prova | 2ª prova | Note |
| ----- | ---- | ---------------- | ------------------------------------ | -------- | -------- | ---- |
| 1     | 1    | Italia           | Giuseppe Beghetto Sergio Bianchetto  | 10"5     | 10"8     | Q    |
| 1     | 2    | Paesi Bassi      | Marinus Cornelis Paul Mees Gerritsen |          |          |      |
| 2     | 1    | Germania         | Jürgen Simon Lothar Stäber           | 11"0     | 11"0     | Q    |
| 2     | 2    | Unione Sovietica | Boris Vasilyev Vladimir Leonov       |          |          |      |

### Finali
| Serie | Pos.    | Atleta           | Nazione                              | 1ª manche | 2ª manche |
| ----- | ------- | ---------------- | ------------------------------------ | --------- | --------- |
| 1 & 2 | Oro     | Italia           | Giuseppe Beghetto Sergio Bianchetto  | 10"7      | 10"3      |
| 1 & 2 | Argento | Germania         | Jürgen Simon Lothar Stäber           |           |           |
| 3 & 4 | Bronzo  | Unione Sovietica | Boris Vasilyev Vladimir Leonov       |           |           |
| 3 & 4 | 4       | Paesi Bassi      | Marinus Cornelis Paul Mees Gerritsen | NP        | NP        |